# Isoperla difformis
Isoperla difformis is een steenvlieg uit de familie Perlodidae. De wetenschappelijke naam van de soort is voor het eerst geldig gepubliceerd in 1909 door Klapálek.